# استقلال جامايكا

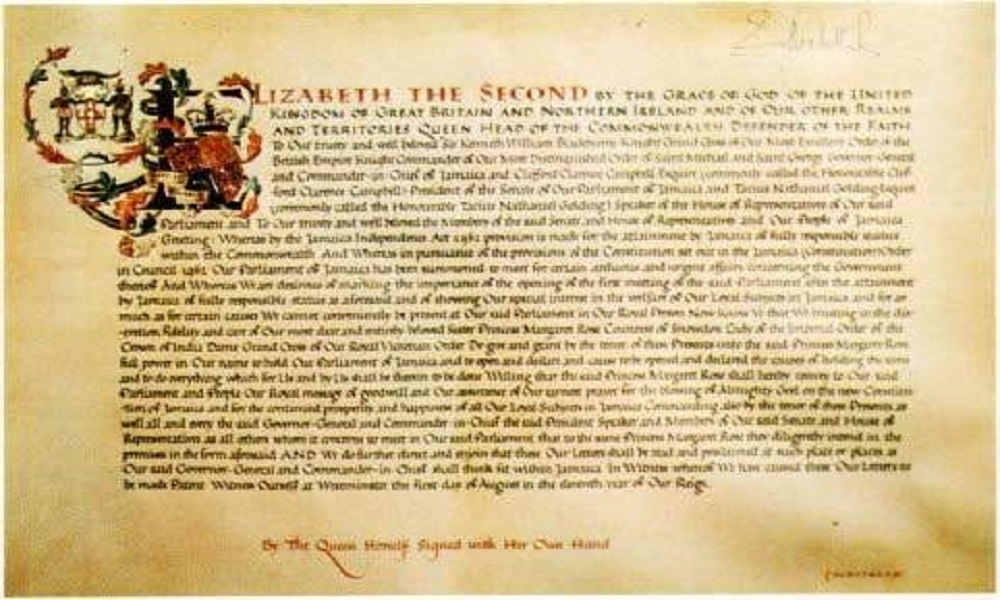
وثيقة إعلان استقلال جامايكا

حصلت مستعمرة جامايكا على استقلالها من المملكة المتحدة في 6 أغسطس 1962. يُحتفل بهذا التاريخ في جامايكا تحت اسم يوم الاستقلال، وهو يوم عطلة وطنية.
أصبحت الجزيرة مستعمرة إمبراطورية في عام 1509 عندما غزت إسبانيا شعب الأراواك الأصلي. في عام 1655، استولت القوات البريطانية على الجزيرة دون قتال يذكر، وادعت الإمبراطورية البريطانية ملكيتها عليها. على مر السنين، انضم العبيد الهاربون إلى الناجين من السكان الأصليين في الجبال، وشكلوا مجتمعًا عُرف باسم المارون. انتصر المارون في حربٍ ضد القوات البريطانية (1728 – 1740) لكنهم خسروا حربًا ثانية (1795 – 1796). في القرن التاسع عشر، أُلغيت العبودية وحصل الجامايكيون على حق الاقتراع، رغم بقاء البريطانيين في السلطة. في أوائل القرن العشرين، روج ماركوس غارفي للقومية السوداء وأصبح أبرز زعيم أسود في عصره. خلال فترة الكساد الكبير، احتج العمال على عدم المساواة وحاربوا السلطات في جامايكا وغيرها من المستعمرات الكاريبية. في عام 1943، فاز الزعيم العمالي ألكسندر بوستامانتي بنصر انتخابي وأعد دستورًا جديدًا أكثر ليبرالية. بعد الحرب العالمية الثانية، وضع قادة جامايكا هيكل الحكومة استعدادًا للاستقلال. في عام 1962، فاز حزب بوستامانتي بالانتخابات وأصبح رئيسًا للوزراء. في ذلك العام نفسه، منح برلمان المملكة المتحدة جامايكا استقلالها رسميًا، وأصبح بوستامانتي أول رئيس وزراء للدولة المستقلة.

## تاريخ جامايكا

### جذور السكان الأصليين
كانت الجزيرة الكاريبية المعروفة اليوم باسم جامايكا مأهولة في البداية من قِبل صيادي قبيلة اليوكاتان وبعدها من قِبل حشدين من شعب الأراواك من أمريكا الجنوبية. وصل المستكشف الجنوي، كريستوفر كولومبوس، إلى جامايكا عام 1494 خلال رحلته الثانية إلى العالم الجديد، وأعلن تبعيتها لتاج قشتالة. كان في جامايكا حينها أكثر من مائتي قرية، وقع معظمها على الساحل الجنوبي وحكمها الكاسيك، أو «زعماء القرى».

### الحكم الإسباني
بدأت الإمبراطورية الإسبانية حكمها الرسمي في جامايكا عام 1509، باحتلال الغازي خوان دي إسكفيل ورجاله الجزيرة. استعبد الإسبان العديد من السكان الأصليين وأرهقوهم وألحقوا بهم الأذى لدرجة أن الكثير منهم لقى حتفه في غضون خمسين عامًا من مجيء الأوروبيين. بعد ذلك، حُلت مشكلة نقص العمالة من السكان الأصليين عن طريق جلب العبيد الأفارقة. بسبب خيبة أملهم من نقص الذهب في الجزيرة، استخدم الإسبان جامايكا قاعدةً عسكرية لإمداد المساعي الاستعمارية في القارة الأمريكية.

### مستعمرة بريطانية
بعد 146 عامًا من الحكم الإسباني، وصلت مجموعة كبيرة من البحارة والجنود البريطانيين إلى ميناء كينغستون في 10 مايو 1655، خلال الحرب الأنجلو-إسبانية. سار الإنجليز، الذين وضعوا أنظارهم على جامايكا بعد هزيمة كارثية في محاولة سابقة للاستيلاء على جزيرة هيسبانيولا، نحو فيلا دي لا فيجا، المركز الإداري للجزيرة. استسلمت القوات الإسبانية دون قتال تقريبًا في 11 مايو، وفر العديد منهم إلى كوبا الإسبانية أو الجزء الشمالي من الجزيرة.
سرعان ما وُضعت سلطة قضائية استعمارية بريطانية على الجزيرة، مع تعيين سبانيش تاون (المدينة الإسبانية)، المعاد تسميتها حديثًا، عاصمة وموطن مجلس النواب المحلي، وهو الهيئة التشريعية المنتخبة مباشرة في جامايكا.